# Skärholmen (kerület)

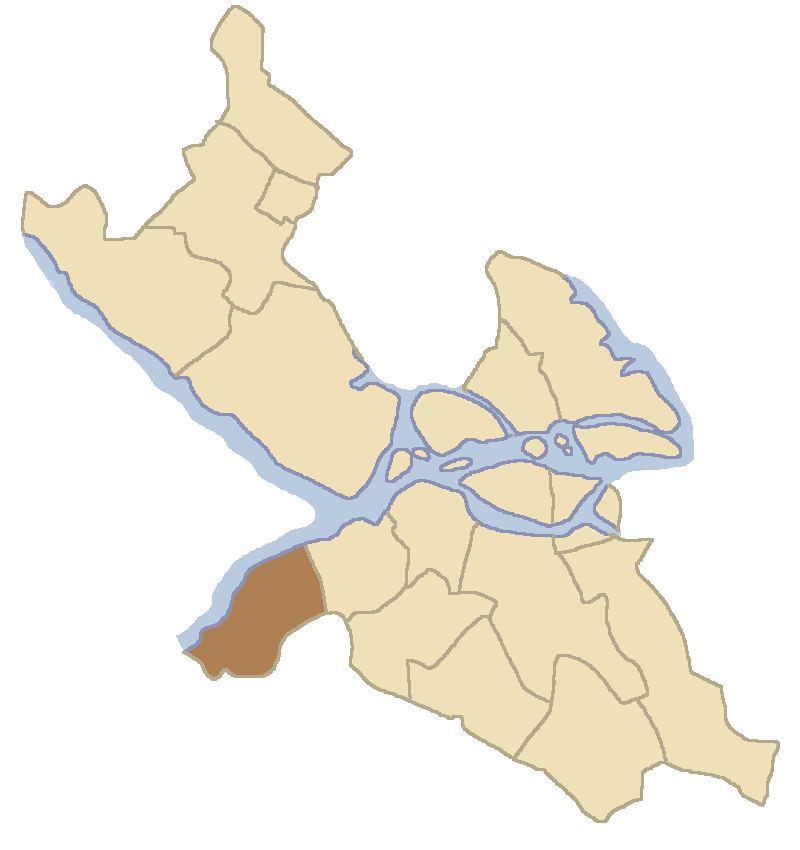
Skärholmen elhelyezkedése Stockholmon belül

Skärholmen Stockholm egyik déli kerülete. Skärholmen, Bredäng, Sätra és Vårberg városrészek alkotják. 2004-es adatok szerint a területe 8,86 km², a lakossága 31 125 fő, népsűrűsége 3 513/km².
1. ↑  https://start.stockholm/globalassets/start/om-stockholms-stad/utredningar-statistik-och-fakta/statistik/omradesfakta/soderort/skarholmen/skarholmen-stadsdelsomrade.pdf